# Saint-Thélo
Saint-Thélo är en kommun i departementet Côtes-d'Armor i regionen Bretagne i nordvästra Frankrike. Kommunen ligger i kantonen Uzel som tillhör arrondissementet Saint-Brieuc. År 2022 hade Saint-Thélo 377 invånare.

## Befolkningsutveckling
Antalet invånare i kommunen Saint-Thélo
Referens:INSEE